# Phaneroptera nana
Phaneroptera nana  är en insektsart som beskrevs av Franz Xaver Fieber 1853. Phaneroptera nana ingår i släktet Phaneroptera och familjen vårtbitare. Inga underarter finns listade i Catalogue of Life.
Honor är med en längd av 15 till 18 mm större än hannar som blir 12 till 15 mm långa. Honans äggläggningsrör når en längd av 5 till 6 mm. Individerna har en ljusgrön grundfärg. När exemplaret sitter når de främre vingarna lite bakom bakbenens knä.
Arten förekommer ursprunglig i Europa, norra Afrika och västra Asien kring Medelhavet och norrut till södra Tyskland, södra Tjeckien och södra Ukraina. Introducerade populationer finns i västra Nordamerika vid Stilla havet, på Florida och i östra Kanada samt angränsande regioner av USA. Habitatet varierar mellan gräsmarker, buskskogar, skogar och trädgårdar. Exemplaren sitter ofta på buskarnas eller trädens blad. Arten föredrar växter av hagtornssläktet eller andra rosväxter. Phaneroptera nana kan skada vinplantor eller andra frukter. Å andra sidan äts andra insekter som kan göra mycket skada. I Schweiz når arten 1260 meter över havet. Phaneroptera nana är främst aktiv på eftermiddagen och på kvällen. Från växter äts blad och blommor.
I samma revir hittas ofta Barbitistes obtusus, Ruspolia nitidula, större klubbgräshoppa och arter av släktet Pezotettix.
Lokala bestånd hotas av bekämpningsmedel. Hela populationen ökar. IUCN listar arten som livskraftig (LC).

## Bildgalleri

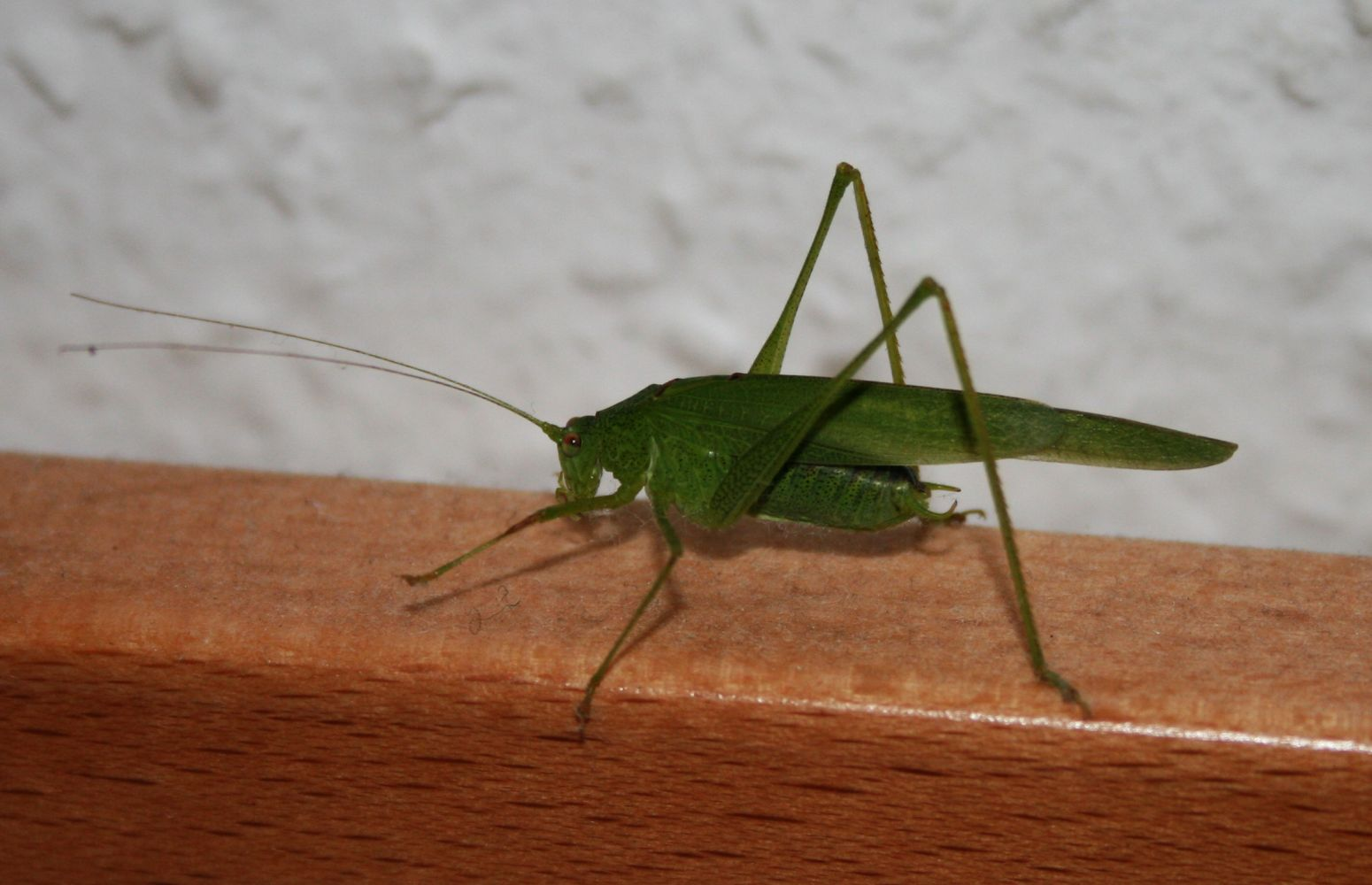
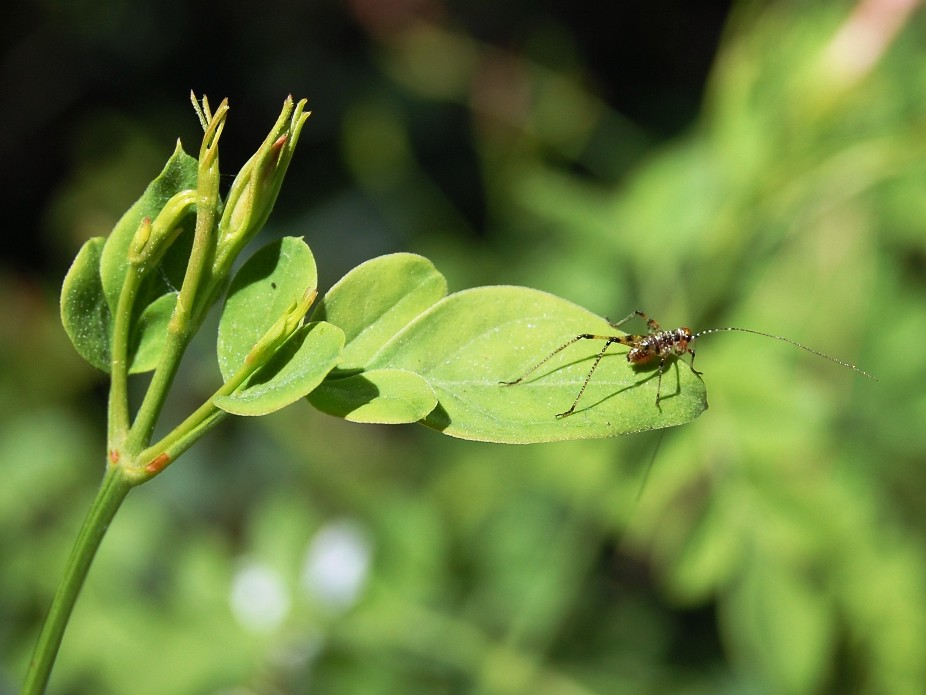
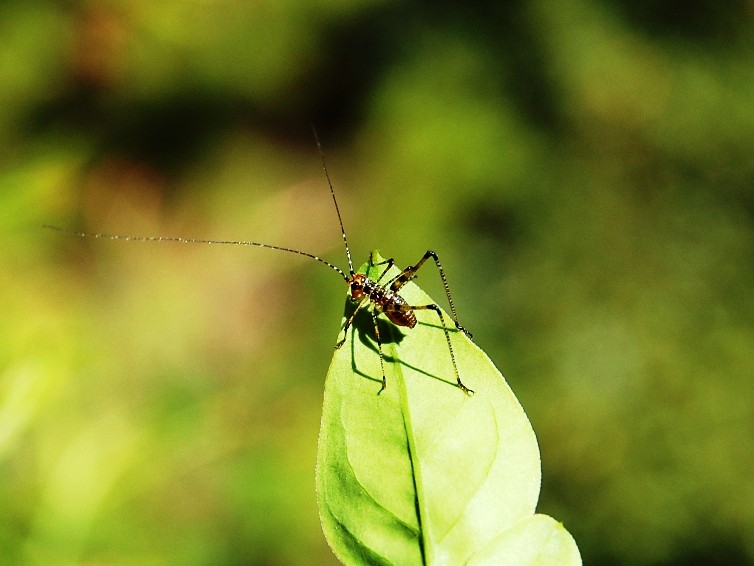
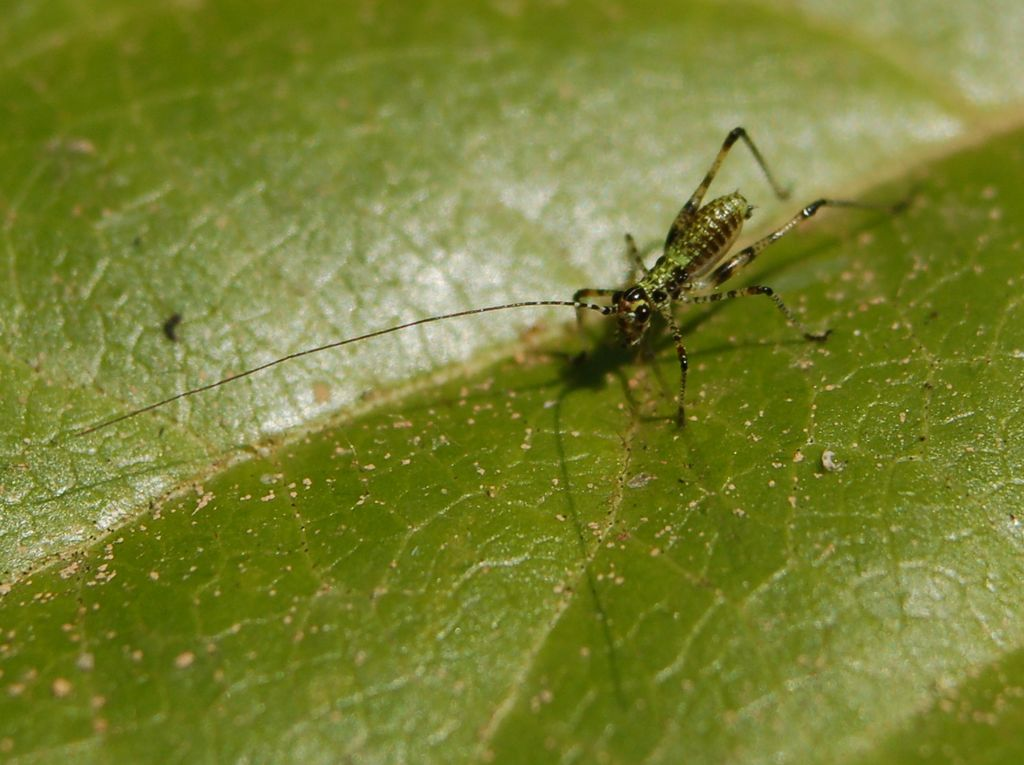
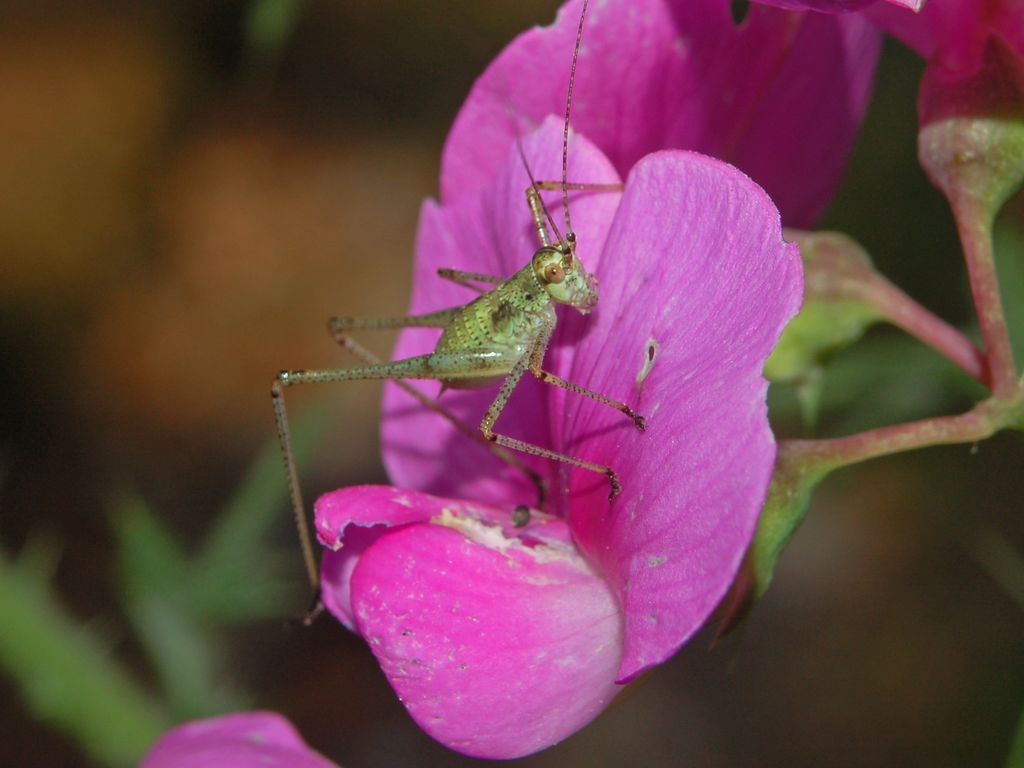
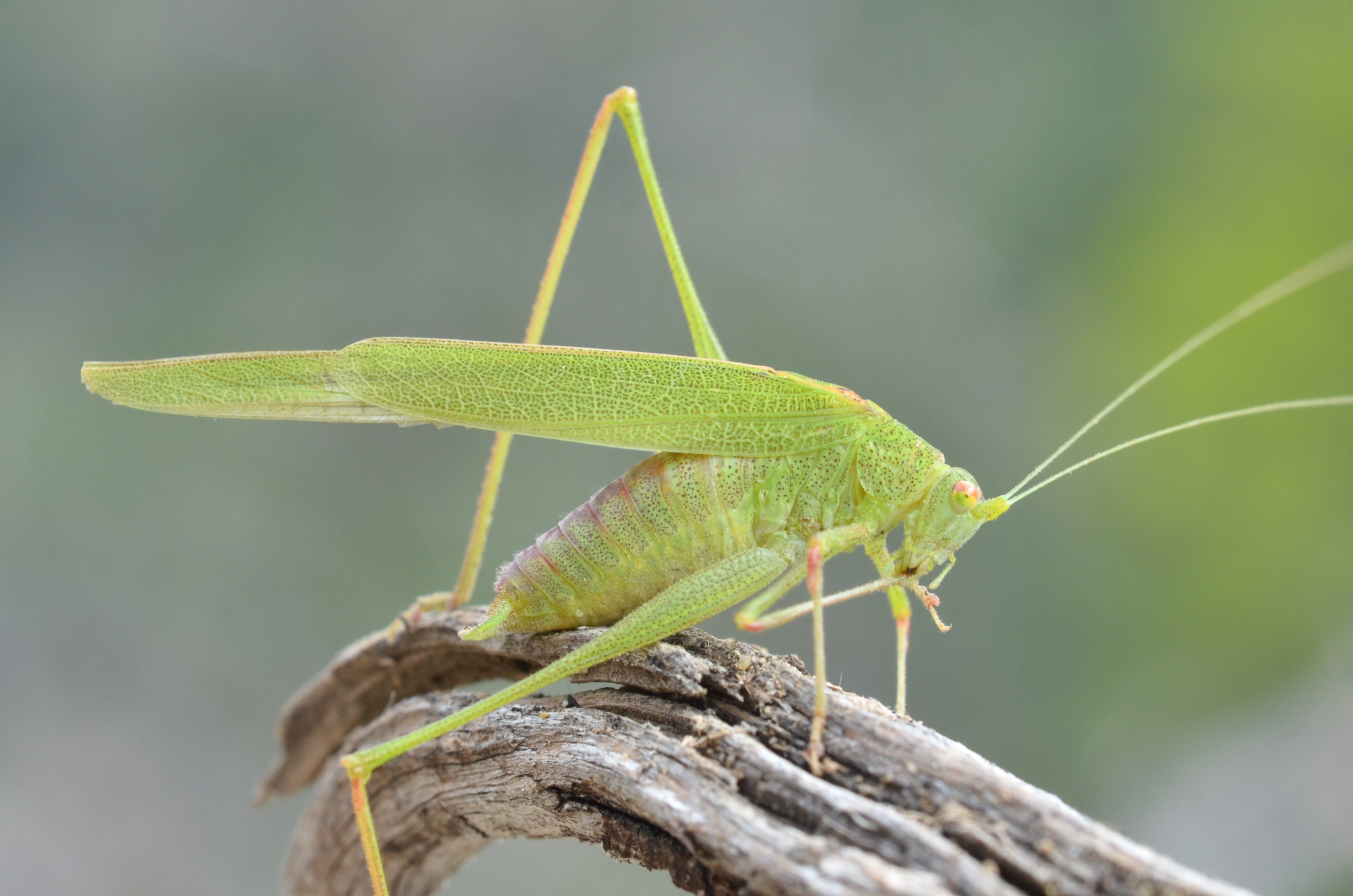